# Mandip Gill
Mandip Kaur Gill (Leeds, 5 gennaio 1988) è un'attrice britannica.
È nota per il ruolo di Phoebe McQueen nella soap opera Hollyoaks, e di Yasmin Khan, una dei compagni del Tredicesimo Dottore, nella serie fantascientifica Doctor Who. 

## Filmografia parziale

### Cinema
- The Flood, regia di Anthony Woodley (2019)
- This Time Nex Year - Cosa fai a Capodanno? (This Time Next Year), regia di Nick Moore (2024)

### Televisione
- Hollyoaks - serie TV, 242 episodi (2012-2015)
- Doctors - serie TV, 5 episodi (2016)
- Love, Lies and Records - serie TV, 6 episodi (2017)
- Doctor Who - serie TV, 31 episodi (2018-2022)
- Suspicion - serie TV, 3 episodi (2022)
- Curfew - serie TV, 6 episodi (2024)

## Doppiatrici italiane
Nelle versioni in italiano delle opere in cui ha recitato, Mandip Gill è stata doppiata da:
- Chiara Oliviero in Doctor Who
- Isabella Benassi in Suspicion
- Gea Riva in This Time Next Year - Cosa fai a Capodanno?
- Martina Felli in Curfew